# Cornillon-Confoux
Cornillon-Confoux è un comune francese di 1 369 abitanti situato nel dipartimento delle Bocche del Rodano della regione della Provenza-Alpi-Costa Azzurra.

## Società

### Evoluzione demografica
Abitanti censiti